# 299 a.C.

## Acontecimentos
- Marco Fúlvio Petino e Tito Mânlio Torquato, cônsules romanos. Tito Mânlio morreu durante o mandato e Marco Valério Corvo foi nomeado cônsul sufecto em seu lugar.

### China
- O estado Qin ataca 8 cidades de Chu. Chu, então, envia  um mensageiro que deveria persuadir o Rei de Huai a dirigir-se a Qin para negociar a paz. Qu Yuan arrisca a sua própria vida ao apresentar-se na corte, ao pesar as consequências de o Rei de Huai recusar-se a negociar.
- O rei Wuling de Zhao abdica o trono de Zhao para seu filho.